# Sistema de atenção supervisório
Sistema de Atenção Supervisor (SAS) é um modelo teórico proposto pelos pesquisadores Donald Norman e Tim Shallice em 1980, no campo da neuropsicologia cognitiva, com o objetivo de explicar o funcionamento das chamadas funções executivas, ou seja, do conjunto de habilidades cognitivas responsáveis pelo controle e pela regulação dos processos mentais, como a atenção, o planejamento e a tomada de decisões.
De acordo com esse modelo, o comportamento humano é regulado por esquemas, também chamados de scripts, que consistem em sequências de pensamentos ou ações ativadas por estímulos ambientais específicos. Em situações rotineiras e bem aprendidas, a ativação de esquemas apropriados ocorre de forma automática, por meio de um mecanismo denominado agendamento de contenção, que atua inibindo esquemas concorrentes e coordenando a execução da resposta mais adequada.

### Funções executivas
As funções executivas são processos cognitivos fundamentais que controlam outras atividades cerebrais e funcionam predominantemente nas áreas pré-frontais do lobo frontal. As funções executivas são limitadas, no entanto, são responsáveis pela iniciação, consolidação, regulação e inibição de diversos  processos cognitivos como: linguagem, motores e emocionais. Esses processos fundamentam funções como autoavaliação, planejamento, resolução de problemas, controle de impulsos e atenção, e seleção estratégica ou sequenciamento de comportamento para atingir objetivos desejados.
Medir funções executivas é um processo desafiador para os pesquisadores, pois em geral é uma medida menos precisa em comparação com as tarefas não executivas devido à interconexão e à complexidade multideterminada do cérebro. As funções executivas são difíceis de medir independentemente de todas as outras funções cognitivas e são frequentemente influenciadas por fatores não executivos. Consequentemente, entender a relação entre comportamentos e processos cognitivos pode ser difícil.
Uma diversidade de modelos teóricos que buscam explicar as funções executivas foram propostos, mas nenhum deles domina completamente os requisitos de validade e aceitabilidade. A complexidade do cérebro torna difícil a tarefa de verificar quais modelos são mais adequados. Este artigo é mais focado na função executiva do Sistema Atencional Supervisor (SAS).

#### Modelo Norman e Shallice (1986)
Entre os anos de 1980/1986, os psicólogos Donald Norman e Tim Shallice propuseram uma estrutura de controle atencional do funcionamento executivo.  O modelo proposto usa esquemas de pensamento e ação, que são uma série de sequências de pensamento e ação aprendidas, Semelhante a scripts, que define os comportamentos durante situações vivenciadas. Os esquemas são ativados a partir de estímulos percebidos ou da saída de esquemas recentemente ativados. Por exemplo, entrar na sua cozinha e encontrar uma pilha de pratos sujos (entrada) pode iniciar uma resposta comportamental para limpar (esquema). Postula-se que existe uma quantidade enorme e finita de esquemas de pensamento e ação e que eles variam em hierarquia. Por exemplo, os esquemas de alto nível representam a resolução de problemas, enquanto os esquemas de baixo nível tipificam ações. Isso indica que as pessoas são capazes de configurar e reconfigurar seu sistema cognitivo de forma que informações relevantes para a tarefa sejam coletadas.
No modelo Norman-Shallice destaca-se dois processos principais que gerenciam o funcionamento e o controle dos esquemas cognitivos. Mas nesse modelo, controle cognitivo não devem necessariamente ser consideradas funções mentais básicas, apoiadas por sistemas dedicados específicos ou circuitos neurais, mas podem ser concebidas como propriedades emergentes, sendo estabelecidas pela configuração e adaptação de processos subordinados existentes de tal forma que funções 'novas' e únicas emergem. O agendamento de contenção é um mecanismo de nível inferior que regula os processos de esquemas para ações familiares e automáticas, bem como algumas situações novas. O agendamento de contenção garante que o esquema adequado seja ativado e, por meio da inibição, evita que várias ações concorrentes sejam executadas simultaneamente. Os esquemas têm condições de seleção e são iniciados se o nível de ativação atingir o limite. Esquemas conectados inibem-se mutuamente. Um esquema que encontra um número maior de ativações resultará em acesso futuro mais fácil e maior supressão da ativação dos esquemas conectados a ele. Vários esquemas executados simultaneamente, por exemplo, andar e falar, são fortalecidos pelo uso e exigem menos controle de atenção. O agendamento de contenção é rápido, automático e consistente na ativação do esquema.
O segundo componente do modelo Norman-Shallice é o Sistema de Atenção Supervisional (SAS). Este mecanismo de nível superior tem controle sobre o agendamento de contenção. O SAS monitora o planejamento consciente e deliberado de ações, situações novas que não podem ser resolvidas por esquemas aprendidos anteriormente e/ou quando a prevenção de erros ou respostas habituais é crítica. Estudos de neuroimagem identificaram uma série de áreas corticais envolvidas no controle executivo de ações conscientes. As áreas mais frequentemente implicadas são os córtices pré-frontal e cingulado. Evidências sugerem que ambas as áreas podem ser essenciais para o controle executivo de ações intencionais. Com destaque para o SAS que além de monitorar a ativação de um esquema apropriado e suprimir esquemas inadequados, se ajusta para resolver problemas que os esquemas existentes não conseguiram resolver. Em outras palavras, ele modifica estratégias gerais para resolver problemas não rotineiros. Se não houver esquemas existentes relacionados ao problema, então, sob controle atencional, um novo esquema pode ser criado, avaliado e implementado. A formação de um novo esquema leva aproximadamente 8 a 10 segundos. O Sistema de Atenção Supervisional é lento, voluntário e usa estratégias flexíveis para resolver uma variedade de problemas difíceis.
A atenção é classificada em dois processos distintos, processos automáticos de atenção que não requerem controle consciente e são acionados em resposta a estímulos ambientais bem conhecidos. Já os processos de atenção controlados exigem controle consciente para responder a situações únicas.
O SAS está envolvido no componente executivo da memória de trabalho para armazenar, controlar e processar informações apropriadas. O SAS permite comportamento independente envolvido na memória, planejamento, tomada de decisão, estimativa cognitiva, resolução de problemas, ambientes perigosos, situações novas, inibição de erros, correção de erros e início de ações. Também abrange os principais componentes da atenção humana, incluindo seleção, divisibilidade, capacidade de mudança e sustentabilidade. A seleção da atenção é a capacidade de selecionar uma tarefa específica em vez de um estímulo mais saliente ou de um conjunto de estímulos de fundo.  . Divisibilidade é quando a atenção é dividida entre tarefas  . A capacidade de desviar a atenção de uma tarefa para outra é conhecida como capacidade de mudança. Manter a atenção em uma tarefa por um longo período de tempo é chamado de sustentabilidade da atenção. O SAS também é responsável pela preparação de tarefas antecipadas. Entretanto, uma atividade reduzida no SAS corresponde a deficiências momentâneas de atenção, resultando em comportamento irrelevante conhecido como erro de captura. Quando o SAS não consegue suprimir esquemas irrelevantes, a atenção é influenciada negativamente. Da mesma forma, pacientes com SAS disfuncional apresentam complicações na recordação de memórias de eventos específicos e problemas em focar a atenção, planejar e iniciar ações.
Outro erro no sistema de atenção de supervisão pode levar a implicações mais devastadoras. Quando os humanos se deparam com uma situação ameaçadora, geralmente há tempo limitado para gerar a resposta de luta ou fuga ideal para aumentar as chances de sobrevivência. Quando um indivíduo não responde ou "congela" durante uma emergência devido a uma deficiência temporal ou cognitiva esse fenômeno é conhecido como paralisia cognitiva. A inibição do SAS é a restrição temporal proposta durante uma emergência. Se um esquema pré-aprendido apropriado for recuperável, uma resposta de sobrevivência será iniciada. Entretanto, se nenhum esquema existente puder responder, o resultado é paralisia cognitiva, resultando em comportamento irracional. Com base nesse entendimento, pode-se especular erroneamente que o SAS é desfavorável em situações perigosas. O SAS fornece aos indivíduos a capacidade de prever e se preparar mentalmente para situações antes de qualquer possível encontro.

Uma representação animada em 3D do hemisfério esquerdo do cérebro, com o neocórtex direito removido. A área destacada representa o lobo frontal esquerdo

A localização provável observada do SAS é nos lobos frontais, mais especificamente no córtex pré-frontal . Isso leva à compreensão de que os lobos frontais fornecem uma estrutura para atingir objetivos alcançáveis. A região dorsolateral dos lobos frontais está envolvida no pensamento e na linguagem e organiza as representações mentais do conteúdo. O córtex pré-frontal acomoda muitos sistemas e tarefas que trabalham de forma independente, dependente e interagindo com o SAS. O funcionamento do SAS depende de múltiplos sistemas e estruturas específicas no cérebro. Ao longo das décadas de 1980 e 1990, muitas pesquisas neuropsicológicas foram conduzidas nos lobos frontais e no córtex pré-frontal (CPF). Com o tempo, o sistema de atenção supervisório foi incorporado em pesquisas sobre idade, lesões cerebrais, distúrbios psicológicos, doenças degenerativas, abuso de substâncias e muito mais. A seção a seguir é uma breve revisão da pesquisa envolvendo o SAS.

### Lesões focais do lobo frontal
Pacientes com lobos frontais danificados apresentam sintomas característicos de pessoas com disfunção executiva, por exemplo, dificuldade de recuperação de informações autobiográficas. Pacientes com lesões frontais variam amplamente nas deficiências cognitivas que apresentam e estão especificamente ligadas à modalidade precisa da lesão.
Lesões no lobo frontal anterior esquerdo estão associadas a uma dificuldade em resolver problemas novos, com menos dificuldade em resolver tarefas bem aprendidas. Isso sugere que o SAS está presente no lobo frontal anterior esquerdo e é mais prevalente do que o agendamento de contenção. Algumas funções comuns caracterizadas pelo SAS são planejamento, inibição e abstração de regras lógicas. Esses processos foram medidos usando tarefas especificamente projetadas, a Torre de Londres (TOL), o teste de Hayling e o teste de Brixton, respectivamente, e usados para a comparação entre pacientes com lesões no lobo frontal e indivíduos de controle. Pacientes com lesões exigiam mais movimentos e cometiam mais erros no TOL, tinham dificuldade em iniciar respostas automáticas e inibir respostas dominantes no teste de Hayling, e não tinham capacidade de descobrir e aplicar regras lógicas. As suas respostas tiveram uma incidência anormalmente elevada de respostas irracionais. O efeito foi mais significativo em pacientes com lesões frontais anteriores esquerdas, sugerindo que o comprometimento das funções cognitivas resultou em um SAS disfuncional que pode ser mais operável na porção anterior esquerda do lobo frontal.
Entretanto, resultados contraditórios foram encontrados em um estudo separado baseado nas mesmas três medidas cognitivas. Pacientes com lesões frontais não apresentaram comprometimento significativo nos testes da Torre de Londres, Halying ou Brixton, apesar de serem mais lentos nas tarefas TOL e Hayling.
Essas descobertas conflitantes podem ser resultado de diferenças na seleção de pacientes para os estudos. No primeiro conjunto de resultados, os pacientes eram mais velhos e tiveram grandes porções dos lobos frontais completamente removidas, enquanto no segundo conjunto, os pacientes eram mais jovens e tiveram áreas menores de danos sem tecido removido. Os participantes mais velhos apresentam um risco aumentado de envelhecimento cognitivo e declínio da substância cinzenta pré-frontal. O cérebro é altamente interconectado e raramente estruturas funcionam de forma completamente independente de outras áreas. É razoável concluir que o Sistema de Atenção Supervisionado, localizado nos lobos frontais, trabalha em conjunto com processos em outras áreas do cérebro. Assim, pacientes com partes dos lobos frontais removidas terão sistemas completamente bloqueados de funcionar adequadamente. Em contraste, pacientes com lesões intactas disfuncionais podem fornecer conexões para que outros componentes do sistema permaneçam funcionando. Além disso, áreas do cérebro conectadas ao componente disfuncional podem ter demonstrado plasticidade neuronal para incorporar algumas das funções prejudicadas em seus próprios processos.

### Idade
Pesquisas examinaram a influência da idade em algumas funções executivas específicas que são características do Sistema de Atenção Supervisional. Funções como planejamento, inibição e abstração de regras lógicas têm se mostrado sensíveis em pacientes com disfunção frontal.
Pesquisadores descobriram que os idosos apresentam comprometimento nas funções executivas medidas pelos testes TOL, Hayling e Brixton. Pessoas idosas, em comparação com adultos jovens, geralmente são mais lentas e demoram mais para resolver problemas, dão mais respostas erradas e têm mais dificuldade para entender e aplicar regras lógicas. Os efeitos relacionados à idade foram reduzidos no planejamento quando a velocidade de processamento foi controlada estatisticamente, indicando que alguns dos efeitos relacionados à idade no funcionamento executivo foram devidos à velocidade. Ao controlar estatisticamente a velocidade de processamento para inibição e reflexão de regras lógicas, os efeitos da idade ainda eram aparentes. Essas descobertas levaram os pesquisadores a acreditar que os idosos estão sujeitos a declínios frontais.
Lesões no lobo frontal e a idade influenciam os processos de funcionamento executivo de maneiras semelhantes, mas diferentes. Pacientes com lesões no lobo frontal foram mais lentos do que os controles em iniciar e inibir tarefas durante o teste de Hayling, enquanto os idosos foram mais lentos apenas do que os participantes jovens em tarefas de inibição. Tanto os pacientes idosos quanto os frontais apresentaram um alto nível de erro no teste de Brixton, mas as respostas dos idosos estavam mais diretamente correlacionadas às regras lógicas.
Pesquisas posteriores mostraram que, à medida que os humanos envelhecem, o volume de sua substância cinzenta pré-frontal diminui. Esta redução nos córtices cerebrais idosos pode ser responsável por algumas das influências mediadas pela idade nas funções executivas.

### Transtorno de déficit de atenção e hiperatividade (TDAH)
Um foco relativamente recente tem sido colocado na compreensão do impacto que o transtorno do déficit de atenção e hiperatividade tem nos processos executivos dos indivíduos. Pessoas com TDAH compartilham diversas manifestações comportamentais semelhantes com pacientes confirmados com perturbação das funções executivas, características de deficiências de SAS. Alguns desses comportamentos paralelos incluem problemas com a iniciação e regulação de comportamentos apropriados, inibição de comportamentos impulsivos e manutenção da atenção e do esforço temporalmente.
Crianças com TDAH apresentam comprometimento da autorregulação do planejamento e da organização. Tanto crianças quanto adolescentes com TDAH apresentam déficits cognitivos, incluindo redução do desempenho acadêmico, distúrbios de aprendizagem, deficiências de fala e linguagem e déficits de inteligência. As crianças têm autopercepções distorcidas de si mesmas, como relatar uma autoestima mais alta do que a merecida, o que é conhecido como viés ilusório positivo . Além disso, a falta de motivação, o déficit de memória de trabalho e a incapacidade de aplicar sua inteligência são as principais causas propostas para sua inteligência geral abaixo do normal. No entanto, essas deficiências no funcionamento executivo não são representativas de todas as crianças e adolescentes com Transtorno de Déficit de Atenção/Hiperatividade.
A medicação estimulante para TDAH é amplamente utilizada para redução de curto prazo dos sintomas e, em geral, o uso de medicamentos pode melhorar efetivamente as habilidades de um indivíduo em tarefas cognitivas, atenção e redução da impulsividade. Além disso, as evidências mostram efeitos comportamentais benéficos e um benefício geral para a função frontal e o desempenho cognitivo. No entanto, o efeito colateral mais comum pode causar um episódio de ansiedade, mania e insônia. A ansiedade pode inibir a atenção e a cognição, prejudicando assim as funções executivas.

### Álcool
As influências diretas do álcool, estando "bêbado", nas habilidades cognitivas de um indivíduo são óbvias. Indiretamente, o consumo crônico de álcool pode ter impactos drásticos nos lobos frontais. Homens desintoxicados e alcoólatras crônicos apresentaram redução da inibição e da flexibilidade no planejamento, na detecção de regras, na coordenação entre tarefas e cometeram mais erros. Esses indivíduos tinham memórias de curto prazo relativamente saudáveis, mas careciam significativamente da capacidade de direcionar informações armazenadas. A velocidade de processamento não foi um fator para seus déficits executivos. As medidas incluíram a Torre de Londres, o teste de Brixton, a tarefa de Hayling, o teste de criação de trilhas, o teste de interferência de Stroop e a tarefa Alpha-Span. Os resultados da topografia por emissão de pósitrons verificaram a ativação do lobo frontal durante testes de funções executivas nos quais os participantes alcoólatras apresentaram baixo desempenho.
O vício em álcool e drogas é amplamente influenciado por processos automáticos. Essas descobertas podem ser aplicadas a tratamentos clínicos para alcoólatras desintoxicados que buscam abstinência.
Pacientes esquizofrênicos apresentam deficiências intelectuais, sociais e de linguagem. As funções executivas do esquizofrênico foram examinadas em planejamento, inibição e abstração de regras lógicas usando os testes da Torre de Londres, Hayling e Brixton. Os pacientes apresentaram resultados significativamente piores em todas as três tarefas em comparação aos indivíduos de controle pareados por nível de educação, idade e sexo. Esses resultados indicam que pacientes esquizofrênicos têm deficiências específicas para cada uma dessas tarefas separadamente ou há uma disfunção geral que influencia todas as três tarefas. A parcimônia, assim como achados complementares de outros estudos, indicariam um déficit geral no SAS.
Quando várias correlações estatísticas foram computadas, os pacientes esquizofrênicos estavam fundamentalmente relacionados, embora não totalmente paralelos, aos pacientes com disfunção do lobo frontal. Em contraste com o comprometimento geral imposto aos esquizofrênicos, as lesões focais assumiram déficits específicos.

### Transtorno autista (TA)
Crianças com autismo têm uma capacidade prejudicada de resolver problemas, se envolver em comportamentos ponderados e apropriados, sustentar tarefas relevantes e se automonitorar. Eles não têm mentalização ou Teoria da Mente (ToM) e têm déficits sensoriais, perceptivos, cognitivos e intelectuais. Isso sugere que crianças com autismo têm déficits gerais nos sistemas de planejamento e regulação de alta ordem, conhecidos como funções executivas. Indivíduos autistas têm um córtex aumentado, caracterizado por crescimento neuronal irregular, volume reduzido do corpo caloso (prejudicando a comunicação entre os hemisférios), estrutura e função anormais do lobo frontal, cerebelo, lobo temporal medial, sistemas límbicos relacionados (amígdala e hipocampo) e níveis elevados de serotonina. Essas anormalidades cerebrais e moleculares podem ser responsáveis pelo comprometimento característico do funcionamento executivo em pacientes autistas. O SAS é interrompido em algum nível e intensidade em todos os cinco Transtornos Invasivos do Desenvolvimento (TID), que incluem Autismo, Síndrome de Asperger (SA), Síndrome de Rett, Transtorno desintegrativo da infância (TDI) e Transtorno invasivo do desenvolvimento não especificado de outra forma (TID-NOS) .

### Doença de Parkinson (DP)
Pacientes com doença de Parkinson tinham dificuldade em inibir tendências habituais, construir novas respostas e cometiam mais erros. Eles mostraram desempenho semelhante aos controles na alocação de atenção e recursos de memória de trabalho. Os pacientes com DP também apresentaram deficiências na fluência verbal e demoraram mais para responder às tarefas. Os primeiros pacientes com DP não tratados apresentaram o comprometimento mais grave do SAS, porém apenas certos processos são afetados. O tratamento melhorou substancialmente o controle cognitivo dos pacientes com DP.
A influência da doença de Parkinson no SAS é consistente com aquelas encontradas para o envenenamento por monóxido de carbono, e ambas confirmam disfunções do lobo frontal.

### Envenenamento por monóxido de carbono
Sobreviventes de envenenamento por monóxido de carbono tinham habilidades relativamente normais em tarefas rotineiras de atenção, mas eram prejudicados em funções de alto nível, como alternância de atenção e controle. Essas tarefas de nível inferior e superior refletem o agendamento de contenção e o Sistema de Atenção Supervisional, respectivamente. Os sobreviventes apresentaram desempenho significativamente mais lento e as deficiências permaneceram presentes por mais de um mês.